# Discographie de L5
Cet article présente la discographie du groupe de musique L5, un groupe de musique français formé des cinq filles qui ont remporté la première saison de Popstars, un télé-crochet musical de M6. Le groupe a vendu plus de 4 400 000 disques (2 000 000 d'albums et 2 400 000 singles).

## Albums
| Année | Album       | Classement des ventes | Classement des ventes | Classement des ventes | Classement des ventes | Ventes    | Certification |
| Année | Album       | France                | France TL             | Belgique              | Suisse                | Ventes    | Certification |
| ----- | ----------- | --------------------- | --------------------- | --------------------- | --------------------- | --------- | ------------- |
| 2001  | L5          | 1                     | —                     | —                     | 3                     | 1 400 000 | Diamant       |
| 2002  | Retiens-moi | 1                     | —                     | —                     | 14                    | 550 000   | Platine       |
| 2004  | Le Live     | 32                    | —                     | —                     | —                     | 50 000    | -             |
| 2005  | Turbulences | 8                     | 4                     | —                     | 80                    | 68 000    | Or            |
| 2006  | Best Of     | 15                    | 28                    | —                     | —                     | 15 000    | -             |

## Singles
| Année | Single                      | Classement des ventes | Classement des ventes | Classement des ventes | Classement des ventes | Ventes françaises | Certification | Album       |
| Année | Single                      | France                | France TL             | Belgique              | Suisse                | Ventes françaises | Certification | Album       |
| ----- | --------------------------- | --------------------- | --------------------- | --------------------- | --------------------- | ----------------- | ------------- | ----------- |
| 2001  | Toutes les femmes de ta vie | 1                     | —                     | 17                    | 11                    | 1 600 000         | Diamant       | L5          |
| 2002  | Une étincelle               | 7                     | —                     | 2                     | —                     | 265 000           | Or            | L5          |
| 2002  | Question de survie          | 34                    | —                     | —                     | —                     | 70 000            | -             | L5          |
| 2002  | Aime                        | 13                    | —                     | 8                     | 24                    | 147 000           | Argent        | Retiens-moi |
| 2002  | Retiens-moi                 | 20                    | —                     | —                     | 59                    | 65 000            | -             | Retiens-moi |
| 2003  | Maniac                      | 9                     | —                     | —                     | 52                    | 125 000           | Argent        | Retiens-moi |
| 2003  | Reste encore                | 56                    | —                     | —                     | —                     | 40 000            | -             | Retiens-moi |
| 2005  | Déconnecter                 | —                     | 45                    | —                     | —                     | —                 | -             | Turbulences |
| 2005  | À ta liberté                | 31                    | 9                     | —                     | —                     | 35 000            | -             | Turbulences |
| 2006  | Walk Like an Egyptian       | —                     | —                     | —                     | —                     | —                 | -             | Best Of     |
| 2014  | Tout Conte Fait et Rick     | —                     | —                     | —                     | —                     | —                 | -             | -           |

## Participations
- 2003 : Pluri Elles, album de Serge Lama avec la chanson Femmes, femmes, femmes
- 2004 : Combat combo avec Le cœur des femmes
- 2004 : Aimer est plus fort que d'être aimé avec Le cœur des femmes